# Apache OpenOffice
Apache OpenOffice (AOO) là một bộ ứng dụng văn phòng mã nguồn mở. Nó là một trong những dự án kế thừa của OpenOffice.org và tích hợp các tính năng và cải tiến từ IBM Lotus Symphony. Apache OpenOffice là một họ hàng gần gũi của LibreOffice và NeoOffice. Nó bao gồm một trình soạn thảo văn bản (Writer), một bảng tính (Calc), một ứng dụng trình chiếu (Impress) một ứng dụng đồ họa (Draw), trình soạn công thức toán (Math), và một ứng dụng quản lý dữ liệu (Base).
Định dạng file mặc định của Apache OpenOffice là OpenDocument Format (ODF), một chuẩn ISO/IEC. Nó cũng có thể đọc và viết một loạt các định dạng file khác, trong đó đặc biệt là các định dạng của Microsoft Office (mặc dù không giống như LibreOffice nó không thể lưu các định dạng XML mới của Microsoft như DOCX, chỉ có thể đọc chúng).
Apache OpenOffice được phát triển cho Linux, macOS và Windows. nó được phân phối theo giấy phép Apache License. bản phát hành đầu tiên là phiên bản 3.4.0, ngày 8/5/2012.
Tháng 1/2015 dự án báo cáo thiếu các nhà phát triển tích cực và đóng góp mã và rằng họ "vẫn còn gặp khó khăn trong sự tham gia của các tình nguyện viên mới, những người độc lập có thể làm việc trên sự phát triển lớn". Sau khi xảy ra vấn đề với lỗ hổng bảo mật chưa chưa được vá từ 2015 và 2016, tháng 9/2016 dự án đã bắt đầu các cuộc thảo luận để dừng dự án. Sau đó phiên bản 4.1.3 được công bố vào ngày 12 tháng 10 năm 2016. Nó là phiên bản loại bỏ những lỗi lầm, như những vấn đề an ninh máy tính, cập nhật tự điển và một sửa chữa số lỗi lầm khác. 
Mặc dù những vấn đề phát triển, phần mềm này tiếp tục thu hút một số lượng lớn tải về, khoảng 100.000 mỗi ngày, một con số tương tự như của LibreOffice.

## Lịch sử
Sau khi mua lại Sun Microsystems tháng 1/2010, Oracle Corporation tiếp tục phát triển OpenOffice.org và StarOffice, đổi tên nó thành Oracle Open Office. Vào tháng 9 năm 2010, đa số các nhà phát triển rời khỏi dự án OpenOffice.org do những lo ngại về Sun, và sau đó Oracle, quản lý dự án, để hình thành lập The Document Foundation (TDF). TDF phát hành phân nhánh LibreOffice tháng 1/2011, hầu hết các bản phân phối Linux nhanh chóng chuyển sang LibreOffice, bao gồm cả Oracle Linux năm 2012.
Tháng 4/2011 Oracle ngừng phát triển OpenOffice.org và sa thải đội ngũ phát triển còn lại. lý do của họ không được tiết lộ; một số suy đoán rằng đó là do mất của MindShare nhiều thành viên trong cộng đồng chuyển tới LibreOffice trong khi những người khác cho rằng đó là một quyết định thương mại. Tháng 6/2011 Oracle đóng góp các nhãn hiệu và mã nguồn OpenOffice.org cho Apache Software Foundation, và được Apache tái cấp phép theo Apache License. IBM, đơn vị mà Oracle có nghĩa vụ hợp đồng liên quan đến mã nguồn này, dường như đã cho rằng OpenOffice.org được tách ra cho Apache Software Foundation nêu trên hoặc bị bỏ rơi bởi Oracle. Ngoài ra, tháng 3/2012, trong khuôn khổ hiến tặng IBM Lotus Symphony cho dự án Apache OpenOffice, IBM bày tỏ một ưu tiên cấp giấy phép, như giấy phép Apache, trên các giấy phép copyleft. Các nhà phát triển chung của dự án Apache được hỗ trợ bởi nhân sự của IBM, từ khi thành lập dự án đến năm 2015, góp phần lớn trong việc phát triển.
Dự án đã được chấp nhận cho Apache Incubator ngày 13/62011, các mã sụt giảm Oracle được nhập vào ngày 29/8/2011, Apache OpenOffice 3.4 phát hành ngày 8/5/2012 và Apache OpenOffice tốt nghiệp như một dự án Apache hàng đầu vào ngày 18/10/2012.
IBM đóng góp codebase Lotus Symphony  cho Apache Software Foundation năm 2012, và Symphony đã yêu cầu gia nhập Apache OpenOffice. Nhiều tính năng và lỗi đã được sửa, bao gồm làm lại sidebar. Bộ đọc màn hình IAccessible2 hỗ trợ từ Symphony đã được port và có mặt trong bản phát hành AOO 4.1 (tháng 4/2014), mặc dù xuất hiện lần đầu của nó trong một phiên bản phần mềm mã nguồn mở là như là một phần của LibreOffice 4.2 vào tháng 1/2014..
Tháng 9/2016, Chủ tịch Ban Quản trị của dự án OpenOffice Dennis Hamilton bắt đầu một cuộc thảo luận về khả năng ngừng dự án, sau khi ban quản trị Apache đã đưa chúng lên báo cáo hàng tháng do các vấn đề liên tục của dự án giải quyết sự cố bảo mật.
Sau đó phiên bản 4.1.3 được công bố vào ngày 12 tháng 10 năm 2016. Nó là phiên bản loại bỏ những lỗi lầm, như những vấn đề an ninh máy tính, cập nhật tự điển và một sửa chữa số lỗi lầm khác.

## Tên goi
Đến tháng 12/2011, dự án đã được gọi là Apache OpenOffice.org (ươm tạo); năm 2012, dự án đã chọn tên Apache OpenOffice, tên gọi được dùng trong bản phát hành 3.4.

## Ứng dụng thành phần
| Module               | Module  | Ghi chú |
| -------------------- | ------- | --- |
| AOO 4.0 Writer icon  | Writer  | Trình xử lý văn bản tương tự như Microsoft Word và WordPerfect. |
| AOO 4.0 Calc icon    | Calc    | Một bảng tính tương tự Microsoft Excel và Lotus 1-2-3. |
| AOO 4.0 Impress icon | Impress | Một ứng dụng trình chiếu tương tự như Microsoft PowerPoint và Apple Keynote.Có thể xuất trình chiếu ra file Adobe Flash (SWF), cho phép họ được chơi trên bất kỳ máy tính đã cài đặt Flash player.                                                               |
| AOO 4.0 Draw icon    | Draw    | Một trình biên soạn đồ họa vector có thể so sánh các tính năng với chức năng vẽ trong Microsoft Office. |
| AOO 4.0 Math icon    | Math    | Một công cụ cho việc tạo và chỉnh sửa các công thức toán học, tương tự Microsoft Equation Editor hay MathType. Công thức có thể được nhúng vào trong các tài liệu Apache OpenOffice khác, chẳng hạn như những người tạo ra bởi Writer. Nó hỗ trợ nhiều font chữ. |
| AOO 4.0 Base icon    | Base    | Một ứng dụng CSDL tương tự Microsoft Access. Base có chức năng như một front-end tới một số hệ thống cơ sở dữ liệu khác nhau, bao gồm Access (JET), nguồn dữ liệu ODBC và MySQL/PostgreSQL. Native ở bộ sản phẩm là một phiên bản của HSQL.                      |

### Font
Apache OpenOffice bao gồm các font OpenSymbol, DejaVu, Gentium, và các font ChromeOS tuân theo giấy phép Apache như Arimo (sans serif), Tinos (serif) và Cousine (monospace).

### OpenOffice Basic
Apache OpenOffice bao gồm OpenOffice Basic, một ngôn ngữ lập trình tương tự Microsoft Visual Basic for Applications (VBA). Apache OpenOffice hỗ trợ một vài Macro của Microsoft VBA. OpenOffice Basic có sẵn trong Writer, Calc và Base.

### Định dạng file
Apache OpenOffice thừa hưởng việc xử lý các định dạng file từ OpenOffice.org, trừ một số trong đó đã được hỗ trợ bởi thư viện copyleft, như hỗ trợ WordPerfect. Không có danh sách cuối cùng của những định dạng các chương trình hỗ trợ khác với hoạt động của chương trình. Tuyên bố đáng chú ý trong xử lý định dạng file trong 4.0 bao gồm khả năng cải thiện tương tác với Office Open XML, mặc dù nó không thể ghi các định dạng XML mới nhất của Microsoft như DOCX, chỉ đọc.

### Sử dụng Java
Apache OpenOffice không kết hợp một máy ảo Java với trình cài đặt, như  OpenOffice.org did, although the suite still requires Java for "full functionality."

## Các hệ điều hành hỗ trơ
Apache OpenOffice 4.1.0 được phát hành cho phiên bản x86 của Microsoft Windows XP và mới hơn, Linux (32-bit và 64-bit), và Mac OS X 10.7 và mới hơn.
Hệ điều hành khác được hỗ trợ bởi các ports cộng đồng; các ports hoàn thiện cho 3.4.1 bao gồm nhiều nền tảng Linux khác, FreeBSD, OS/2 và Solaris SPARC, và ports của 3.4.0 cho Mac OS X v10.4–v10.5 PowerPC và Solaris x86. Nó cũng đã port cho eComStation (nhãn hiệu mới / kế nhiệm OS/2).

## Phát triển
| Phiên bản | Ngày phát hành                                         | Mô tả |
| --------- | ------------------------------------------------------ | --- |
| 3.4       | 8/5/2012\|tựa đề= trống hay bị thiếu (trợ giúp) </ref> | Phát hành Apache lần đầu. |
| 3.4.1     | 23/8/2012                                              | Sửa lỗi, bổ sung ngôn ngữ. |
| 4.0.0     | 23/72013                                               | Sidebar mới, Symphony merge, bổ sung tính năng |
| 4.0.1     | 1/10/2013                                              | Sửa lỗi, 9 ngôn ngữ mới. |
| 4.1       | 29/42014                                               | [ 53 ] |
| 4.1.1     | 21/8/2014                                              | Sửa lỗi, hỗ trợ tiếng Catalan. |
| 4.1.2     | 28/10/2015                                             | Sửa lỗi, WebDAV tốt hơn và tập tin khóa hỗ trợ, thiết kế lại hộp thoại xuất PDF. |
| 4.1.3     | 12/10/2016                                             | Bug fixes, dictionary improvements. |
| 4.1.4     | Ngày 19 tháng 10 năm 2017                              | bản phát hành bảo trì kết hợp các sửa lỗi quan trọng, sửa lỗi bảo mật, từ điển cập nhật và sửa lỗi bản dựng. Những cải tiến chính bao gồm: * BZ 119208 Không thể chọn bộ biểu tượng khác (menu "Công cụ - Tùy chọn - Chế độ xem"). * BZ 125147 Sụp đổ khi áp dụng kiểu cho tài liệu văn bản mới. * BZ 127176 Môi trường thời gian chạy Java được cài đặt khác nhau có thể được chọn (menu "Công cụ - Tùy chọn - Java"). * BZ 127553 Liên kết cập nhật không hoạt động cho các phần trong 4.1.4-RC4 |
| 4.1.5     | Ngày 30 tháng 12 năm 2017                              | một bản phát hành bảo trì nhằm sửa chữa một số hồi quy và cung cấp từ điển tiếng Anh mới nhất. Những cải tiến chính bao gồm: * Sơ đồ BZ 127568 bị hỏng (không thể truy xuất được) khi tài liệu Calc được lưu * BZ 127580 Khắc phục sự cố 127568 đã tạo một lỗi mới trong Base * BZ 127581 Nhà văn gặp sự cố sau khi sao chép tất cả nội dung * BZ 127621 Cập nhật từ điển tiếng Anh lên phiên bản 2017.11.01                                                                                       |
| 4.1.6     | 18 tháng 11 năm 2018                                   | Những cải tiến chính bao gồm: * Đã sửa lỗi gây ra xử lý không đúng (sự cố) khi sử dụng định dạng Tệp nhị phân của Microsoft Vẽ * Cập nhật OpenSSL lên phiên bản 0.9.8zh * Thư viện curl được cập nhật được sử dụng từ phiên bản 7.19.7 đến 7.61.1 * Lưu dưới dạng... Tài liệu hiện đã hoạt động chính xác cho Windows 7 và Windows 10 * Logo được cập nhật |

Logo Apache OpenOffice 3.4

## Phân phối
Như một hậu quả của tải xuống có hại đang được cung cấp bởi những kẻ lừa đảo, dự án mạnh mẽ khuyến cáo lần tải được thực hiện thông qua trang download chính thức của nó, được quản lý bởi SourceForge. SourceForge báo cáo có 30 triệu download Apache OpenOffice 3.4 trong tháng 1/2013, khiến nó là một trong tải về hàng đầu SourceForge; dự án tuyên bố 50 triệu tải về của Apache OpenOffice 3.4.x đến ngày 15/5/2013, hơn một năm sau khi phát hành 3.4.0 (8/5/2012), 85,083,221 download tất cả các phiên bản đến 1/1/2014, 100 triệu vào tháng 4/2014, 130 triệu vào cuối năm 2014 và 200 triệu vào tháng 11/2016.
Tính đến tháng 5/2012 (1 triệu lượt tải về đầu tiên), 87% lượng tải qua SourceForge là dành cho Windows, 11% dành cho Mac OS X và 2% cho Linux; thống kê trong 50 triệu lượt tải về đầu tiên vẫn phù hợp, ở mức 88% Windows, 10% Mac OS X, 2% Linux.
Trong bản phân phối, Apache OpenOffice là có sẵn trong Gentoo Linux và ports tự do cho FreeBSD.

## Phái sinh
Các phái sinh bao gồmAndrOpen Office, một port cho Android.
LibreOffice cũng có một số thay đổi từ Apache OpenOffice, và vào năm 2013 đã thừa nhận 4,5% các commit mới trong LibreOffice 4.1 là đến từ những đóng góp của Apache. LibreOffice cũng rebased codebase LGPL 3 của nó trên mã nguồn của Apache OpenOffice 3.4 (mặc dù nó sử dụng MPL v2, không phải Apache Licence) để mở rộng giấy phép (nhưng vẫn là copyleft) dưới MPL v2+ và LGPL v3+.
NeoOffice bao gồm các bản sửa lỗi ổn định từ Apache OpenOffice.